# Fred Castro

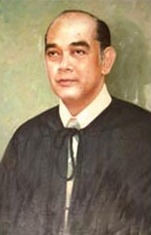
Fred Castro

Fred Ruiz Castro (Laoag, 2 september 1914 - 19 april 1979) was een Filipijnse rechter en de 12e opperrechter van het Filipijnse hooggerechtshof. 

## Biografie
Fred Castro werd geboren op 2 september 1915 in de stad Laoag in de noordelijke Filipijnse provincie Ilocos Norte. Zijn ouders waren Engracia A. Ruiz en tandarts Santos F. Castro. Hij studeerde rechten aan de University of the Philippines (UP). Hij behaalde daar zijn bachelor- en zijn bachelor of philosphy-diploma in respectievelijk 1936 en 1937. Tijdens zijn studietijd was hij redacteur van het universiteitsblad Philippine Collegian. Ook was hij kolonel in het Reserve Officers' Training Corps (ROTC) en maakte hij deel uit van het UP-debatteam. In 1936 slaagde Castro voor het toelatingsexamen van de Filipijnse balie (bar exam). Nadien doceerde hij van 1936 tot de uitbraak van de Tweede Wereldoorlog op diverse onderwijsinstellingen, waaronder Arellano Law Center.  
In de oorlog vocht hij als luitenant in het leger in Bataan. Hij was daarna actief als guerrilla totdat hij door de Japanners gevangengenomen werd. Nadat hij enige tijd gevangen zat in Fort Santiago werd hij vrijgelaten. Hij kon gaan werken op het Bureau of Information, maar bleef ondertussen actief voor het ondergrondse verzet. Na de oorlog kreeg hij voor zijn rol een Legioen van Eer en twee Distinguished Service Stars. Vanaf 1945 studeerde hij militair recht aan de University of Michigan in de Verenigde Staten. Na het voltooien van zijn studie werkte hij voor de Judge Advocate Service van het Filipijnse leger. Hij werd in 1946 tot kolonel bevorderd en was rechter advocaat-generaal. 

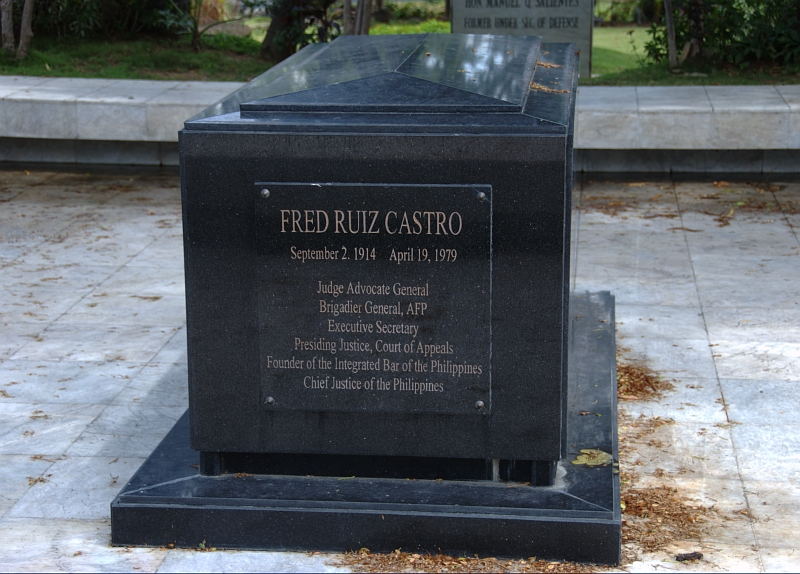
Het graf van Fred Castro

Hij werkte bij de Judge Advocate Service totdat hij in 1954 door president Ramon Magsaysay werd benoemd tot Executive Secretary, een invloedrijke functie in diens kabinet, die hij vervulde tot 1955. Van 1954 tot 1956 was hij tevens vicevoorzitter van de raad van bestuur van de Philippine National Bank. In 1956 werd Castro benoemd tot rechter in het Hof van beroep. Op 29 mei 1966 volgde een benoeming tot rechter in het Filipijns hooggerechtshof. Na enige tijd werd hij voorzitter van het Hof. Op 5 januari 1976 werd hij door president Ferdinand Marcos aangesteld als opperrechter van het hooggerechtshof als opvolger van Querube Makalintal.
Vier jaar na zijn benoeming tot opperrechter overleed Castro, kort voor aankomst in New Delhi, India aan de gevolgen van een hartaanval. In India zou hij een eredoctoraat rechten in ontvangst nemen van de universiteit van Rajasthan. Nadat hij in eerste instantie was begraven op Loyola Memorial Park, werd hij op 12 december 1980 met militaire eer herbegraven op het Libingan ng mga Bayani (ereveld voor Filipijnse helden). Castro was getrouwd met Natividad Hizon en had vijf kinderen: Fred jr., Rowena, Carlos, Frieda en Melisande.